# 명순원비
명순원비(明順院妃, ? ~ 1320년 음력 8월 7일)는 고려의 왕족이다. 충렬왕과 정신부주(정화궁주)의 차녀이다. 명순비(明順妃)라고도 한다.

## 생애
고려의 제25대 왕 충렬왕과 정신부주의 차녀이며, 언제 태어났는지는 기록이 없다. 다만 1274년(충렬왕 즉위년) 음력 11월 25일의 기록에 언니 정녕원비만이 왕녀로 칭해지는 것으로 보아, 명순원비는 이 이후에 태어난 듯 하다. 성은 왕, 본관은 개성이다. 명순원비의 어머니 정신부주는 종실 시안공 왕인의 딸로, 원래 충렬왕과 가장 먼저 혼인한 부인이다. 그러나 충렬왕 즉위 후 제국대장공주가 왕비로 들어오면서 궁주로 밀려나고 궁에서도 쫓겨났다가, 제국대장공주가 죽고 나서야 환궁할 수 있었다.
공주로 책봉된 시기는 기록이 없어 알 수 없으며, 거처는 명순궁이었던 것으로 보인다. 충렬왕은 충선왕에게 선위한 후 거처를 자주 옮겨다녔는데, 명순궁도 그 중 하나였다. 명순원비는 종실 한양공 왕현과 혼인하였으며, 1320년(충숙왕 7년) 음력 8월 7일에 사망하였다. 호는 명순원비(明順院妃)이다.

## 가족 관계
명순원비는 종실 한양공 왕현과 혼인하였다. 왕현은 고종의 차남 안경공 왕창의 아들로, 고종은 명순원비의 증조부이면서 시조부가 된다. 왕현은 명순원비와 혼인하여 아들 계양후 왕광을 두었다.
- 부왕 : 제25대 충렬왕(忠烈王, 1236~1308, 재위:1274~1298, 1298~1308)
- 모후 : 정신부주(貞信府主, 정화궁주, ?~1319)
  - 남매 : 강양공 왕자(江陽公 王滋, ?~1308)
  - 언니 : 정녕원비(靖寧院妃, 생몰년 미상)
- 시아버지 : 안경공 왕창(安慶公 王淐, 1223~ ? 재위:1269~1269)
  - 남편 : 한양공 왕현(漢陽公 王儇, 생몰년 미상)
    - 아들 : 계양후 왕광(桂陽侯 王侊)